# Миколаївка Перша (Куп'янський район)
Микола́ївка Пе́рша —  село в Україні, у Куп'янському районі Харківської області. Входить до складу Кіндрашівської сільської громади. Населення становить 49 осіб.

## Географія
Село Миколаївка Перша знаходиться між річками Великий Бурлук і Нижня Дворічна. На відстані 1 км знаходиться село Миколаївка Друга. Через село проходить залізниця, станція Платформа 120 км.

## Історія
- 1817 - дата заснування як села Арсенівка Перша.
- 7 (20) листопада 1917 року, відповідно до Третього Універсалу Української Центральної Ради, увійшло до складу Української Народної Республіки[1].
- 1966 - перейменоване в село Миколаївка Перша.
- До 2020 року орган місцевого самоврядування — Просянська сільська рада.
- 12 червня 2020 року, відповідно до розпорядження Кабінету Міністрів України № 725-р «Про визначення адміністративних центрів та затвердження територій територіальних громад Харківської області», увійшло до складу Кіндрашівської сільської територіальної громади[2].